# U Bremen Research Alliance

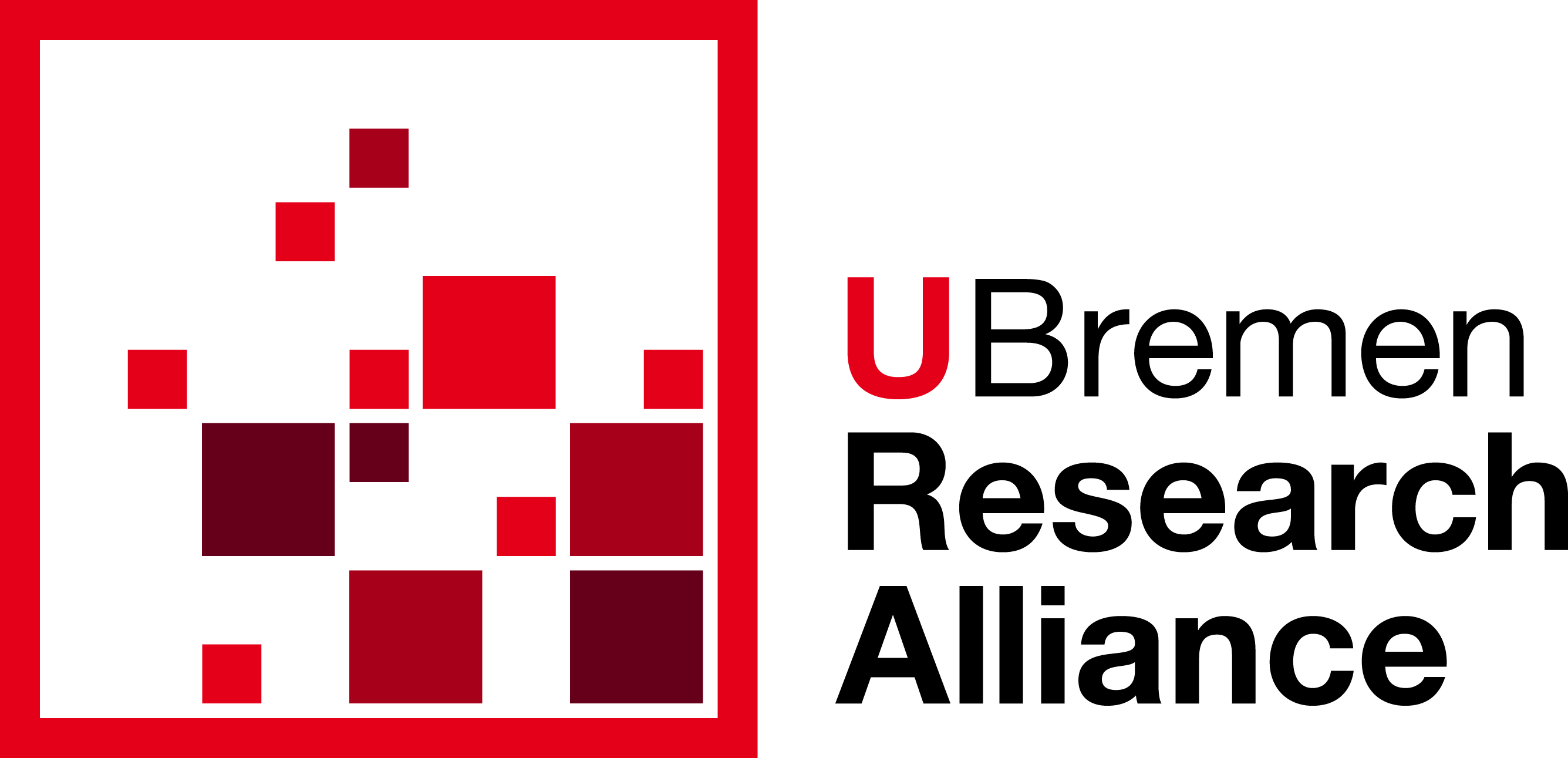
Logo der U Bremen Research Alliance

In der U Bremen Research Alliance kooperieren die Universität Bremen sowie zwölf von Bund und Ländern getragene und am Wissenschaftsstandort Bremen ansässige außeruniversitäre Forschungsinstitute der vier großen deutschen Wissenschaftsorganisationen (Fraunhofer-Gesellschaft, Max-Planck-Gesellschaft, Leibniz-Gemeinschaft, Helmholtz-Gemeinschaft) sowie des Deutschen Forschungszentrums für Künstliche Intelligenz. Dabei erstreckt sich die Zusammenarbeit über verschiedene Wissenschaftsschwerpunkte „Von der Tiefsee bis ins Weltall“.

## Gründung und Struktur
Die U Bremen Research Alliance wurde am 27. April 2016 von der Universität Bremen und anfänglich 10 außeruniversitären Forschungsinstituten gegründet. Den Vorsitz bilden der Rektor der Universität Bremen und – im Wechsel – die Leitung einer beteiligten außeruniversitären Forschungseinrichtung. Aktuell sind dies Bernd Scholz-Reiter (Rektor der Universität Bremen) und Iris Pigeot (Institutsdirektorin Leibniz-Institut für Präventionsforschung und Epidemiologie – BIPS). Im Mai 2020 wurde die Allianz durch die Gründung eines gemeinnützigen Vereins mit inzwischen 13 Mitgliedern weiter verstetigt.
Den Kern der wissenschaftlichen Zusammenarbeit innerhalb der U Bremen Research Alliance bilden die vier Wissenschaftsschwerpunkte:
- Meeres-, Polar- und Klimaforschung
- Materialwissenschaften und ihre Technologien
- Minds Media Machines
- Gesundheitswissenschaften[9][10]

## Zielsetzung
Ziel der U Bremen Research Alliance ist es, gemeinsame Forschungsstrategien zu erarbeiten, bestehende Kooperationen zu intensivieren und durch engere Vernetzung effektivitäts- und effizienzsteigernd zu arbeiten. Die Allianz ist dabei ein fraktales Abbild der deutschen Forschungslandschaft. Um kooperative Wissenschaft zu forcieren, verfolgen ihre Mitglieder gemeinschaftlich die Schaffung eines abgestimmten Raumes für Innovation, Infrastruktur und Forschung. Durch die multilaterale Ausrichtung der Allianz soll die gemeinsame Bearbeitung von großen, institutionenübergreifenden Forschungsthemen gestärkt werden. Kooperative Nachwuchsförderung, gemeinsame Personalentwicklungsaktivitäten, übergreifend genutzte Forschungsinfrastrukturen und abgestimmte Forschungsagenden kommen hinzu. Dabei wurden und werden auf personeller Ebene gemeinsame Berufungen durchgeführt sowie gemeinsam getragene Promotionsprogramme eingerichtet. Auch im Bereich Administration findet eine Abstimmung zwischen den Einrichtungen statt.

## Projekte und Vorhaben
Beispiele für die Zusammenarbeit innerhalb der U Bremen Research Alliance sind unter anderem verschiedene Brückenprofessuren und Kooperationsprofessuren, die zwischen den Partnern der Allianz bestehen, oder auch das disziplinübergreifende Weiterbildungsangebot „Data Train – Training in Research Data Management and Data Science“, dass Promovierenden Kompetenzen in der Datenwertschöpfung und im Forschungsdatenmanagement vermittelt.
Die Mitglieder der Allianz beteiligen sich an vier der neun im Juni 2020 ausgewählten Vorhaben zum Aufbau der Nationalen Forschungsdateninfrastruktur (NFDI), namentlich NFDI4BioDiversity (Sprecher), NFDI4Health (Co-Sprecherin), KonsortSWD (Co-Sprecherin) und NFDI4ING (Participant).
Für die Betreuung von Gästen sowie internationalen Wissenschaftlerinnen und Wissenschaftlern und deren Familien steht das U Bremen Research Alliance Welcome Center zur Verfügung, welches bei Planung und Durchführung von Aufenthalten und der Klärung nicht-akademischer Fragestellungen unterstützend tätig wird.

## Mitglieder
Die U Bremen Research Alliance besteht derzeit aus 13 Einrichtungen:
- Alfred-Wegener-Institut, Helmholtz-Zentrum für Polar- und Meeresforschung (AWI)
- Deutsches Forschungszentrum für Künstliche Intelligenz Bremen (DFKI)
- DLR Institut für Raumfahrtsysteme
- DLR Institut für den Schutz maritimer Infrastrukturen
- Deutsches Schifffahrtsmuseum – Leibniz-Institut für deutsche Schifffahrtsgeschichte (DSM)
- Fraunhofer-Institut für Fertigungstechnik und Angewandte Materialforschung IFAM
- Fraunhofer-Institut für Windenergiesysteme IWES
- Fraunhofer-Institut für Digitale Medizin MEVIS
- Leibniz-Institut für Präventionsforschung und Epidemiologie – BIPS GmbH
- Leibniz-Institut für Werkstofforientierte Technologien – IWT
- Leibniz-Zentrum für Marine Tropenforschung (ZMT)
- Max-Planck-Institut für Marine Mikrobiologie (MPIMM)
- Universität Bremen